# Arenas petrolíferas

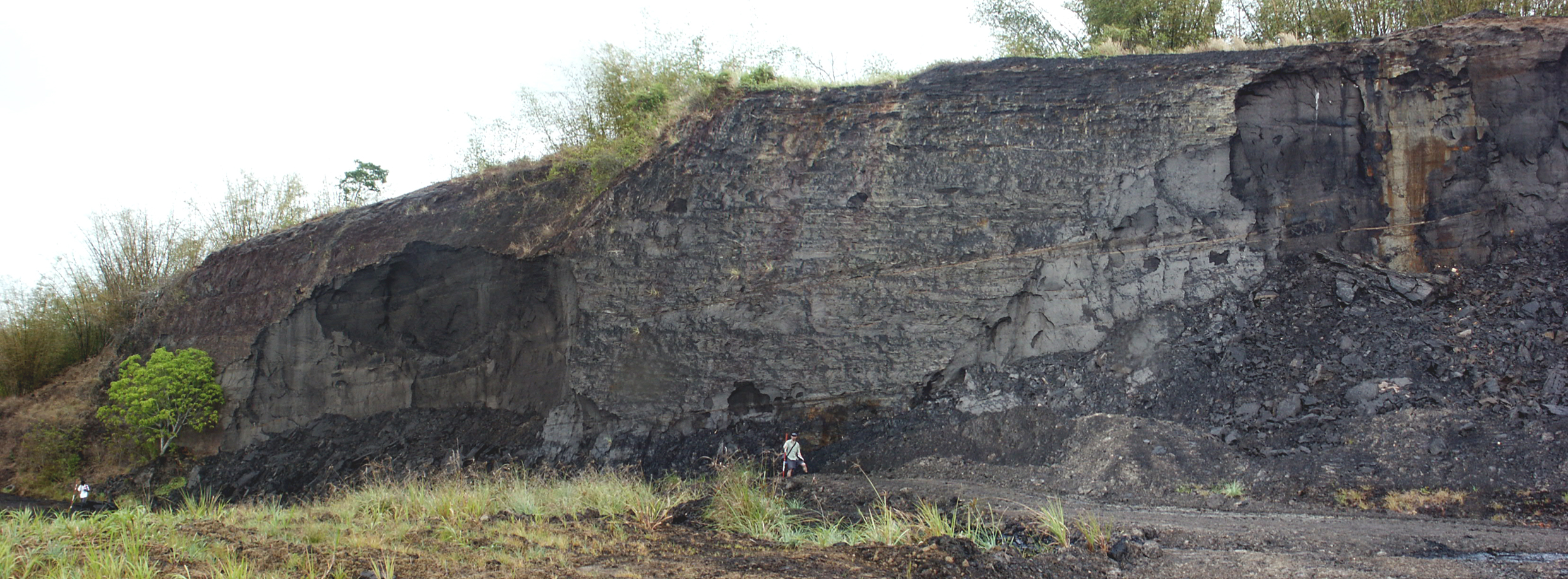
Ejemplo de arenas petrolíferas de la parte inferior de la Formación L'Enfer (Plioceno) expuestas en la Cantera Stollmeyer, cerca de Parrylands, Trinidad y Tobago.

Las arenas petrolíferas, conocidas también como arenas bituminosas, arenas de petróleo, arenas petrolíferas o arenas aceiteras, son una combinación de arcilla, arena, agua, y bitumen. De las arenas petrolíferas se extrae un bitumen similar al petróleo el cual es convertido en un petróleo crudo sintético o refinado directamente por refinerías especializadas para obtener productos del petróleo. El petróleo convencional es extraído por medio de pozos mientras que los depósitos de arenas bituminosas son extraídos usando técnicas de seccionamiento de minería superficial, o se les hace fluir hacia pozos por medio de técnicas in situ que reducen la viscosidad del bitumen por medio de vapor y/o solventes. En promedio, el bitumen contiene 83,2% de carbono, 10,4% de hidrógeno, 0,94% de oxígeno, 0,36% de nitrógeno y 4,8% de azufre.

## Problemas medioambientales
Como en toda explotación minera y en proyectos de desarrollo de recursos no renovables, las operaciones con arenas bituminosas tienen repercusiones sobre el medio ambiente. Los proyectos con arenas bituminosas tienen efectos sobre:
- El terreno, cuando el betún inicialmente se acumula y con los grandes depósitos de productos químicos tóxicos;
- El agua, durante el proceso de separación y con el drenaje de los ríos;
- El aire, debido al lanzamiento de dióxido de carbono y de otras emisiones, así como la tala de árboles. Se generan efectos ambientales indirectos adicionales al quemar los productos petrolíferos producidos, lanzando dióxido de carbono a la atmósfera.

### Las tierras
Una gran parte de las operaciones de minería con arenas bituminosas implica la eliminación de los árboles y la vegetación de un sitio y quitar la "sobrecarga" - tierra vegetal, el muskeg, la arena, la arcilla y la grava - que se asienta encima del depósito de arenas bituminosas. Aproximadamente se necesitan dos toneladas de arenas bituminosas para producir un barril de petróleo (aprox. 1/5 de tonelada).

### El agua
Para producir cada unidad de volumen del petróleo crudo sintético se utilizan entre 2 y 4.5 unidades de volumen de agua. A pesar del reciclaje, casi toda esa agua termina en charcas negras.

### El aire
El ácido sulfhídrico o sulfuro de hidrógeno es el compuesto químico con fórmula H2S. Este gas es incoloro, tóxico e inflamable y su olor es el de la materia orgánica en descomposición, como los huevos podridos. El gas de ácido sulfhídrico se genera de forma natural por petróleo crudo, gas natural, gases volcánicos y manantiales de aguas termales. También puede producirse por descomposición bacteriana de materia orgánica y por las basuras humanas y los animales.